# ملعب الوحدة
ملعب الوحدة هو ملعب كرة قدم يقع في زنجبار، اليمن، يتسع لـ 30000 متفرج. هو الملعب الرسمي لفريق حسان أبين.
وتبلغ تكلفته 13 مليار ريال ويتسع لحوالي 23 الف متفرج وقد جهز بتجهيزات حديثة ضمن المواصفات الدولية المقرة من الاتحاد الدولي لكرة القدم الفيفا .

## أهم الأحداث التي استضافها
- كأس الخليج العربي لكرة القدم 2010